# Profilnase

Profilnase (rot markiert) – am umströmten NACA-Profil 0012

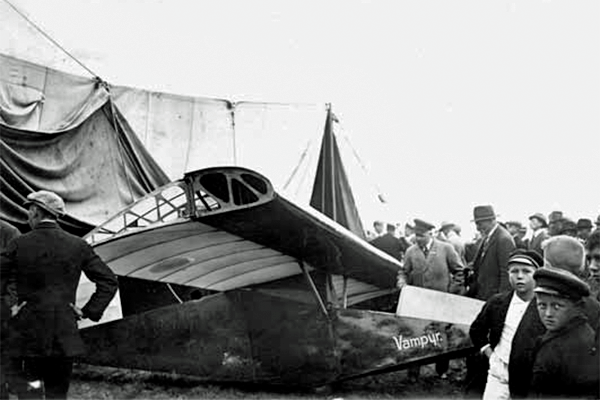
Die Profilnase der Vampyr-Tragfläche als Torsionsnase ausgebildet, 1922

Die Profilnase, auch Anströmkante, (engl.: Leading Edge) ist in der Strömungslehre und Luftfahrzeugbau die dem anströmenden Fluid zugewandte Kante eines Flügelprofils. Andere häufig verwendete Bezeichnungen sind Nasenkante, Vorderkante oder Eintrittskante. Das Gegenteil davon ist die Profilhinterkante.
Die Profilnase hat einen maßgeblichen Einfluss auf die Aerodynamik und damit die Leistungsfähigkeit eines Flügelprofils. Die meisten Profilnasen haben im Profil eine rundliche oder ellipsenähnliche Form um einen großen Anstellwinkelbereich abzudecken. Der Radius der Profilnase spielt eine wichtige Rolle für die Abrisseigenschaften des Profils. Bei sehr langsam fliegenden Modellen (Saalflug) werden jedoch auch scharfe Flügelnasen verwendet, um eine stabile (turbulente) Umströmung des Flügels zu erreichen. Relativ scharfe Eintrittskanten (Profilnasen) haben auch Überschallflugzeuge.
Die Profilnase ist im Flugbetrieb verschiedenen Belastungen ausgesetzt. Zum einen ist sie hauptsächlich von Vogelschlag betroffen, aber auch durch abrasive Medien wie Sand bei Start und Landungen in Wüstengebieten. In großer Flughöhe oder in kalten Gebieten kann sie zudem von Vereisung betroffen sein. 
Der Begriff Profilnase ist nicht mit dem Strakeflügel und den Krügerklappen zu verwechseln.